# Georg Sebastian Jung
Georg Sebastian Jung (* 1642/43 in Wien; † 14. Oktober 1681 ebenda) war ein österreichischer Arzt und kaiserlicher Leibmedicus in Wien. 

## Leben
Georg Sebastian Jung wurde in Wien geboren, wo er auch Medizin studierte und im Jahr 1662 seine Schrift „Theses medicae de hepatis actione et bilis usu“ publizierte. Jung wurde 1665 von der medizinischen Fakultät in Wien repetiert. Er wohnte mehrere Jahre lang im Haus Johann Wilhelm Mannagettas und disputierte mehrmals unter Paul de Sorbait. Der Stellvertreter Sorbaits und spätere Leibmedicus Friedrich Ferdinand Illmer war ein weiterer Lehrer Georg Sebastian Jungs. 
Im Jahr 1668 unternahm Jung, gemeinsam mit Zacharias Mannagetta, Obduktionen im Wiener Hofspital. Anschließend wurde er Assessor der Medizinischen Fakultät in Wien und im Jahr 1670 Assistent von Laurenz Wolfstriegel bei einer öffentlichen Anatomie. Am 20. Oktober 1670 wurde er mit dem Beinamen Podalirius I. Mitglied der Leopoldina und publizierte Beiträge in den „Ephemeriden.“ Als Eingangsleistung lieferte er der Leopoldina ein Manuskript über das menschliche Blut ab. Veröffentlicht wurde jedoch 1673 eine Akademie-Arbeit über die Quitte und ihren medizinischen Gebrauch mit dem Titel „Krysomelon seu malum aureum.“ Im ersten Band der „Ephemeriden“ durfte Jung mehrere Objekte aus der kaiserlichen Schatzkammer präsentieren. Dies wurde als ehrenvolle Aufgabe angesehen. 
Im Jahr 1675 erfolgte die Berufung zum kaiserlichen Hofmedicus bei Leopold I., sowie im Jahr 1677 zum Arzt der Gräfin Harrach. Jung setzte sich als Hofmedicus für die kaiserliche Bestätigung der Leopoldina ein, die im Jahr 1678 auch erfolgte. 
Jung verstarb am 14. Oktober 1681 in Wien. Er hinterließ seine Witwe, Johanna Lucretia geb. von Warnburg, sowie sechs Kinder.

## Schriften
- Theses medicae de hepatis actione et bilis usu, Wien 1662.
- Krysomelon seu malum aureaum, Halle/S. 1673.